# Mieczysław Mickiewicz
Mieczysław Mickiewicz (ur. 14 lutego?/26 lutego 1879 w Kamieńcu Podolskim, zm. 28 marca 1932 w Warszawie) – polski prawnik i polityk, wojewoda wołyński.
Gimnazjum ukończył w rodzinnym Kamieńcu Podolskim. Potem studiował prawo w Kijowie i Odessie. Aplikację odbył w 1902 w Odessie i rozpoczął pracę w Kijowie. Zastępca członka Polskiego Komitetu Wykonawczego Zgromadzenia Organizacji Polskich w Kijowie. Prowadził w Kijowie kancelarię adwokacką. 
Od 25 stycznia do 28 kwietnia 1918 minister ds. polskich w rządach Ukraińskiej Republiki Ludowej. Od maja 1919 pracownik Zarządu Cywilnego Ziem Wschodnich. Następnie wojewoda wołyński od 22 lutego 1922. 1 lutego 1923 Rada Ministrów przyjęła jego rezygnację ze stanowiska wojewody. Zmarł w Warszawie 28 marca 1932 roku przeżywszy 53 lata.

## Literatura
- Biografia w Internetowym PSB
- „Kto był kim w II Rzeczypospolitej”, pod red. prof. Jacka. M. Majchrowskiego, Warszawa 1994, wyd I